# Tjajka
Tjajka (russisk: Чайка) er en sovjetisk spillefilm fra 1970 af Julij Karasik.

## Medvirkende
- Alla Demidova som Irina Nikolaevna
- Vladimir Tjetverikov som Konstantin Treplev
- Nikolaj Plotnikov som Pjotr Sorin
- Ljudmila Saveljeva som Nina Zaretjnaja
- Valentina Telitjkina som Masja